# Edmonton Light Rail Transit
Edmonton Light Rail Transit, el sistema de tránsito de Edmonton, es el servicio público de transporte masivo que es propiedad y es operado por la ciudad de Edmonton, Alberta, Canadá. 

## Tren ligero
Edmonton Light Rail Transit funciona con un red ferroviaria ligero de 24,3 kilómetros con dos líneas (Capital y Metro) y dieciocho estaciones con una mezcla de túneles y recorrido a superficie. La línea Capital va de la estación Century Park a la estación Clareview por la estación Churchill. La línea Metro va de la estación Century Park a la estación NAIT (Northern Alberta Institute of Technology) por la estación Churchill. Seis estaciones del sistema son subterráneas. El sistema utiliza los trenes de los coches de Siemens–Duewag U2 y de Siemens SD-160.

## Historia
Edmonton fue la primera ciudad en Norteamérica con una población de menos de un millón para construir un sistema de ferrocarril ligero moderno. La construcción fue inicialmente comenzada en 1974, y su primer segmento abierto el 22 de abril de 1978, para los Juegos de la Mancomunidad de 1978. La línea siguió el corredor ferroviario de la Canadian National desde la estación de Belvedere hasta la estación del estadio, (cerca del Commonwealth Stadium), vía una parada intermedia en la estación del Coliseum (cerca del Coliseum de Northlands, ahora del lugar de Rexall), y después continuó en un túnel debajo de la calle 99 a la estación central, en la avenida del jaspe y la calle 100, incluyendo una parada intermedia, Churchill. La línea original tenía 6.9 kilómetros de largo.
El 26 de abril de 1981, en el mismo año Calgary abrió su primer C-Train a la línea, el ETS abrió del noreste-limita la extensión de 2.2 kilómetros en el corredor ferroviario de la CN a la estación de Clareview. En junio de 1983, el tren ligero fue extendido el centro de la ciudad por un túnel de 0.8 kilómetros a las estaciones de la Bay y Corona, y extendido otra vez en septiembre de 1989 por una estación y 0.8 kilómetros a Grandin (cerca de la legislatura de Alberta). El 23 de agosto de 1992, la siguiente extensión abierta entre Grandin y la Estación de la Universidad, a lo largo de río Saskatchewan Norte con un nivel inferior para los peatones y los cyclists, y parcialmente vía un túnel hacia el interior de la estación. El 1 de enero de 2006, la línea sur fue extendía a través del campus de la universidad a la Estación Health Sciences (ciencias de la salud), y localizado en el nivel de la calle. Cada estación en la línea construida desde 1983 fue construida con la accesibilidad completa personas con discapacidades, en los años 90, las estaciones de Belvedere y Clareview fueron techadas y también sus plataformas alargadas para el uso de trenes de hasta cinco coches.

## Actualización del material rodante
Los originales vehículos Siemens U2 están siendo reformados para mejorar los sistemas obsoletos y piezas de repuesto. Tres vehículos a la vez están siendo actualizados por Bombardier Transportation, con la terminación del proyecto prevista para diciembre de 2012. Los vehículos de U2 (un total de 37 vehículos) promedian unos 30 años de vida y nunca han tenido una importante revisión. Las mejoras maximizará la vida útil de los U2, añadirán 15-20 años de servicio confiable.